# Lesignano de’ Bagni
Lesignano de’ Bagni (emilián nyelven Lesgnàn) település Olaszországban, Emilia-Romagna régióban, Parma megyében. Lakosainak száma 5083 fő (2023. január 1.). Lesignano de’ Bagni Langhirano, Parma, Traversetolo és Neviano degli Arduini községekkel határos.

## Népesség
A település lakossága az elmúlt években az alábbi módon változott:
| Lakosok száma | 5021 | 5005 | 5083 |
|               | 2017 | 2018 | 2023 |